# Ley József
Ley József (Városlőd, 1852. április 11. – Tapolca, 1919. június 26.) római katolikus esperes-plébános.

## Életútja
Esztergomban és Veszprémben hallgatta a teológiát, 1876. július 26-án pappá szentelték. Előbb Törökkoppányban volt káplan, 1883-ban adminisztrátor, 1884-ben Veszprémben karkáplán, 1885-ben szemináriumi aligazgató, az Angolkisasszonyok Intézetében hitoktató és a Szent Anna-templom adminisztrátora. 1892 novembere és 1919 júniusa között Tapolca plébánosa volt. 1900-ban nagyváradi címzetes prépost, szentszéki ülnök, 1917-ben kerületi esperes lett. Az ő működése alatt épült fel Tapolcán 1893-ban a plébániaház, 1894-ben a római katolikus óvoda, 1898-99-ben az oratórium a szentély mindkét oldalán; 1914-ben a kórház. 1899-ben új orgonát, 1906-ban harangot szerzett, 1903-ban gót stílusú oltárt valamint szószéket állíttatott fel. 1914-ben a népiskolát megnagyobbíttatta, 1905-ben létrehozta a Katolikus Népszövetség helyi szervezetét. 1903-ban Hegymagason építtetett népiskolát, 1904-ben díszes orgonát készíttetett, majd 1908-ban Raposkán építtetett fel iskolát. A Veszprémi Hírlapban publikálta a tapolcai plébánia múltjára vonatkozó adatokat. 

## Emlékezete
Tapolcán a Ley József utca őrzi emlékét.